# Saurauia mamberamana
Saurauia mamberamana är en tvåhjärtbladig växtart som beskrevs av Friedrich Ludwig Diels. Saurauia mamberamana ingår i släktet Saurauia och familjen Actinidiaceae. Inga underarter finns listade i Catalogue of Life.